# Thor (род)
Thor (лат.) — род морских настоящих креветок из семейства Thoridae надсемейства Alpheoidea подотряда Pleocyemata. Известно около 20 видов. Обитают в Атлантическом и Тихом океанах.

## Распространение
Морские креветки рода Thor распространены в восточной и западной Атлантике, восточной части Тихого океана и Индо-Западной части Тихого океана. Некоторые виды известны только из типового местонахождения, например, Thor spinipes Bruce, 1983 (Австралия, Северная территория) и Thor singularis Xu and Li, 2015 (Китай, остров Хайнань). Напротив, Thor amboinensis и Thor manningi широко распространены.

## Описание
Мелкие (< 1 см общей длины) креветки рода Thor отличаются широким разнообразием образа жизни и половых систем, включая некоторые виды, живущие в симбиозе с анемонами или кораллами, и другие, живущие в ассоциации с водорослями или морской травой: четыре в западной части Атлантики, три в восточной части Тихого океана, восемь в северо-западной части Тихого океана и Индо-Западной части Тихого океана, и один с циркумтропическим распространением.
- Thor amboinensis

## Классификация
На январь 2025 года в состав рода включают около 20 видов:
- Thor algicola Wicksten, 1987[5]
- Thor amboinensis (De Man, 1888)
- Thor cocoensis Wicksten & Vargas, 2001[6]
- Thor cordelli Wicksten, 1996[7]
- Thor dicaprio Anker & Baeza, 2021[8]
- Thor dobkini Chace, 1972[9]
- Thor floridanus Kingsley, 1878
- Thor hainanensis  Xu & Li, 2014[10]
- Thor intermedius Holthuis, 1947[11]
- Thor leptochelus (Xu & Li, 2015)
- Thor manningi Chace, 1972[9]
- Thor marguitae Bruce, 1978[12]
- Thor paschalis (Heller, 1862)
- Thor paulae Terossi, Almeida, Mantelatto & Kochenberger, 2022[2]
- Thor singularis Xu and Li, 2015[13]
- Thor spinipes Bruce, 1983[14]
- Thor spinosus Boone, 1935[15]